# František Horák
František Horák (ur. 13 czerwca 1909 w Choťovicach, zm. w 1997) – czeski zootechnik, kynolog i hodowca, twórca takich ras jak: terier czeski oraz pies laboratoryjny. Pracownik Instytutu Fizjologii Akademii Nauk w Pradze, w byłej Czechosłowacji.